# 헨리 5세
헨리 5세(웨일스어: Harri V; 1386년 9월 16일 - 1422년 8월 31일)는 1413년부터 사망할 때까지 잉글랜드의 왕이었다. 무난하게 치세를 시작한 그는 백년 전쟁에서 군사적 성공을 거두고, 특히 아쟁쿠르 전투에서 거둔 가장 유명한 승리로 최고점에 달해 닫혔던 프랑스 공략의 길을 열었다.

## 어린 시절
헨리는 헨리 오브 볼링브룩(훗날 헨리 4세)과 16살의 메리 드 보헌(Mary de Bohun)의 아들로 몬머스 성(Monmouth Castle)의 게이트하우스 탑에서 태어난 이유로 헨리 오브 몬머스(Henry of Monmouth) 로 불리었다. 그 때문에 출생일 조차 확실히 알 수 없어서 1386년 혹은 1387년의 8월 9일이나 9월 16일 설이 유력하다.
그가 태어난 시기 잉글랜드는 리처드 2세의 통치하에 있었고, 헨리는 왕위계승권에서 먼저 왕과 아마 또 한명의 평등한 상속자가 있어 멀어져 있었다.
1398년 헨리가 12살 때 헨리의 아버지가 국외로 추방되었고, 리처드 2세가 어린 헨리를 맡아 상냥하게 대우해주며 잘 보살펴 주었다. 국왕 리처드 2세와 함께 아일랜드로 간 젊은 헨리는 왕에게 봉사하면서 아일랜드의 고대 회의 장소인 미스(Meath)에 있는 트림(Trim) 성을 수리했다. 1399년 헨리의 아버지와 랭커스터가 왕권을 찬탈하자 헨리는 아일랜드에서 되돌아와 잉글랜드 왕국의 상속자임을 나타내었다. 그의 아버지가 대관식을 거행해 헨리 4세가 되자 헨리도 프린스 오브 웨일스에 임명되었다. 1399년 11월 10일에는 랭커스터 공작(Duke of Lancaster)에 서임되는 등 그 해 3개의 타이틀을 얻게 되었다. 그의 기타 다른 타이틀은 체스터 백작(Earl of Chester), 콘월 공작(Duke of Cornwall)과 아키텐 공작(Duke of Aquitaine)이었다. 그 시대 기록된 문서를 보면 헨리는 대학의 총장이었던 삼촌 헨리 보퍼트(Henry Beaufort)의 보살핌을 받으며 옥스퍼드 퀸스 컬리지(The Queen's College, Oxford)에서 공부하며 보냈다.
1401년 10월부터 그의 이름으로 행정업무가 이루어졌다. 3년이 지난 후 헨리는 잉글랜드군 일부를 지휘하여 1403년 웨일스에서 일어난 오웨인 글린드와(Owain Glyndŵr)의 반란 때 자신의 군대를 이끌고 아버지와 합류해 해리 핫스퍼(Harry Hotspur)를 슐즈베리(Shrewsbury)에서 격파했다. 이때 16살의 헨리는 얼굴에 화살을 맞아 거의 죽을 뻔 하였다. 보통의 병사라면 이 부상으로 인해 힘을 다해 죽을 수 있지만 헨리는 가능한 가장 좋은 치료를 받아 구제될 수 있었다. 왕실 주치의 존 브래드모어(John Bradmore)는 며칠의 시간을 보내며 상처에 벌꿀을 발라 살균하고, 특수한 도구와 나사를 사용해 부서진 화살대와 화살을 뽑아내고 상처에 알코올을 발라 더 이상의 상처를 입지 않게 하였다. 이 작업은 성공적이었으나, 다만 헨리의 왼쪽얼굴에는 영구적인 흉터가 남게 되었고, 그는 전투에서 얻은 경험의 증거라고 생각했다.

## 통치 역할과 헨리 4세와의 대립
1408년까지 헨리는 오웨인 글린드와에 의한 웨일스의 반란 진압에 주력했다. 그 후 왕의 건강상태 악화로 인해 서서히 그의 정치적 권위가 높아지게 되었다. 1410년 1월에는 숙부였던 헨리와 토마스 보포드(Thomas Beaufort;곤트의 존의 합법적인 아들)의 도움을 받아 실질적인 정권의 지배자가 되었다.
헨리 왕자의 정책은 국내정책, 대외정책에서도 국왕과는 달랐기 때문에, 1411년 11월 어전회의에서는 왕자를 부르지 않았다. 보포드 형제가 헨리 4세의 퇴위를 획책할 가능성은 있으나, 헨리 부자가 대립한 것은 정치방침뿐이었다. 그리고 보포드 형제와 대립한 세력은 헨리의 중상모략에 노력했다. 젊을 적 헨리의 방탕한 생활과 정치에 대한 적의는 셰익스피어의 작품에 묘사한 것들이 일부 책임이 있다. 그는 젊을 적부터 전쟁과 정치에 참여한 기록이 있어 그 이야기에 반박할 수 있다. 가장 유명한 사건인 사법장관과 다툰 일은 1531년 토마스 엘리엇(Thomas Elyot)경이 그 시대 비권위자로써 처음으로 언급하였다.
존 올드캐슬 경(Sir John Oldcastle)은 헨리의 초기 친구로써 폴스타프(Falstaff) 스토리의 오리지널 일부분의 모델이다. 친구들 중에는 아마 롤라드 소망(Lollard hopes)을 지지하던 캔터베리 대주교 토마스 아룬델(Thomas Arundel)이란 프린스 시절 정치적 대항자도 있었다. 당시 토마스 월싱엄(Thomas Walsingham)이란 성직 서기가 진술한 이야기에서는 실망스럽던 헨리가 왕이 되면서 갑자기 새로운 사람으로 바뀌었다고 전해진다.

## 왕위 계승
1413년 3월 20일 헨리 4세가 사망하자, 다음날 헨리가 왕위를 계승하고 1413년 4월 9일 웨스트민스터 사원에서 대관식을 거행했다. 의례 때 무서운 눈보라가 일어나, 많은 사람들이 이것이 좋은지 혹은 나쁜 예언인지 결정을 내리지 못했다. 헨리는 "매우 키가 크고(6피트 3인치), 슬림하며 귀 윗쪽 고리부터 수북한 검은 머리가 있었고, 깨끗하게 면도하였다" 라고 묘사되었다. 그의 혈색은 건강했고, 얼굴을 앞으로 내밀며 가장 특징적인 날카로운 코를 자랑했다. 그는 무드에 약하고, 그의 눈은 "사자의 광휘와 비둘기의 온후함이 비쳐졌다고 한다".

## 국내 정치
헨리 5세는 모든 내정문제에 직접 관여했고, 그리고 서서히 자신의 영향력을 높였다. 또한 즉위 초기부터 자신을 잉글랜드라는 연합국가의 수장이라고 언급하고, 과거의 국내대립을 잊어 버리겠다는 방침을 명확히 했다. 즉 아버지와 대립한 리처드 2세를 다시 정중하게 매장하고, 리처드 2세가 재위한 사이 추정상속인이었던 모티머(Mortimer)를 마음에 들어 손이 닿는 거리에 살게 하고, 거기에 작위, 영토를 몰수해 곤란하던 귀족들에게는 작위, 영토를 순차적으로 회복시켜 주었다. 헨리 5세에게 최대의 국내 문제는 롤라드파 불만의 대처였다. 1414년 1월 헨리의 오랜 친구 존 올드캐슬 경을 불태워 처형한 것을 포함해 가차없이 단호하게 진압해 "싹을 잘라 버렸다" 라고 이야기되면서 그의 군주로써의 위치를 확고히 하게 되었다.

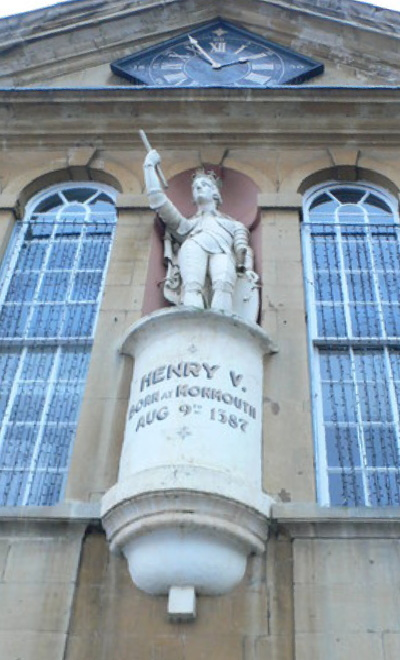
몬머스 샤이어 홀(Shire Hall)에 있는 시계 문자판(clock face) 아래 헨리 5세의 동상. 헨리 5세는 1387년 8월 9일 몬머스 성에서 태어났고, 1792년 샤이어 홀에 동상이 설치되었다.

1415년 6월 케임브리지 백작 리처드(Richard, Earl of Cambridge; 미래 에드워드 4세의 조부)와 매셤의 스크로프 남작 3세 헨리 스크로프(Henry Scrope, 3rd Baron Scrope of Masham)가 포함된 모티머 지지자들에 의한 사우샘프턴 음모(Southampton Plot)를 제외하고는 이후 그의 통치기에 커다란 내정문제는 발생하지 않았다. 1417년 8월부터 헨리 5세는 정부에서 영어 사용을 촉진했다. 그리고 그의 치세 정부 기간 내 기록과 언어를 영어로 대부분 채택하여 대법관청 기준(Chancery Standard) 영어의 출현을 만들게 하였다. 그는 350년 전 노르만 정복 이래 처음으로 개인서적에 영어를 사용한 왕이 되었다.

## 외교 문제
헨리 5세는 외교문제로 눈을 돌리게 되었다. 다음 동시대 작가는 헨리가 내부의 불만을 다른 곳으로 돌리기 위해 프랑스와 전쟁에 들어가려고 교회학(ecclesiastical) 정치가들을 독려했다고 주장하였다. 이 이야기는 근거를 가지고 있지 않다. 오랜 상업적 분쟁과 오웨인 글린드와를 프랑스가 지원한 것, 그리고 프랑스 정부의 혼란으로 안전과 평화를 제공하지 못하는 것이 전쟁을 막지 못하게 했다. 프랑스 왕 샤를 6세는 정신병을 갖고 있었고, 그의 나이 많은 아들은 실망스러웠다.
아쟁쿠르 전투 후 헝가리 왕(훗날 신성로마황제 1433년-1437년) 지기스문트(Sigismund)는 잉글랜드와 프랑스 사이의 평화를 희망하며 헨리를 방문했다. 헨리의 프랑스에 대한 요구를 완화하기 위한 설득 때문이었다. 헨리는 황제를 환대하고 가터 훈장(Order of the Garter)을 수여했다. 지기스문트는 답례로 헨리를 드래곤 기사단(Order of the Dragon)에 등록했다. 헨리는 잉글랜드와 프랑스 왕권을 합친 이후 십자군을 조직할 의도를 가지고 있었지만 그의 죽음으로 계획은 사라졌다. 지기스문트는 잉글랜드에서 수개월을 보낸 후 캔터베리 조약(Treaty of Canterbury)을 체결하고 프랑스 왕권에 대한 잉글랜드의 주장을 인정했다.

### 프랑스의 전역

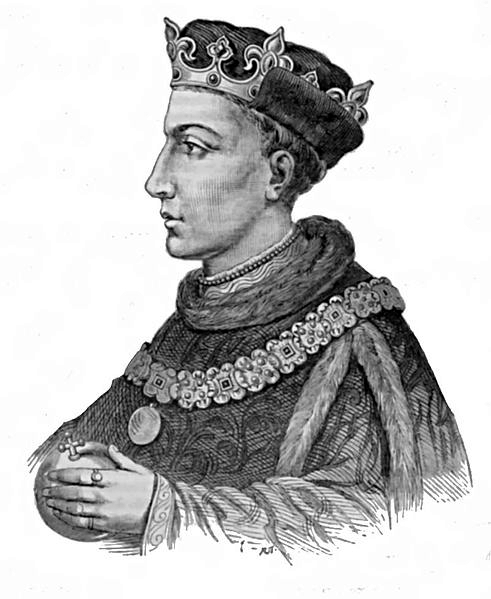
카셀의 잉글랜드의 역사 (1902년)에서 헨리 5세를 묘사한 것.

헨리는 왕실의 의무는 자신의 고유 권리의 주장과 관계한다고 생각했다. 그의 해외정책 성공은 필수적인 국가적인 논쟁을 영구히 정착시켰다.

#### 1415년 원정
1415년 8월 11일 프랑스를 향해 출항한 헨리의 잉글랜드군은 8월 13일 북프랑스에 상륙해 아르플뢰르(Harfleur)의 요새를 포위하고 9월 22일 이곳을 함락했다. 이후 그의 군사회의에서 위험을 경고했음에도 불구하고, 헨리는 그의 군대를 프랑스 시골 마을을 가로질러 칼레로 행군하기로 결심했다. 1415년 10월 25일 아쟁쿠르의 마을 근처 평원에서 프랑스군이 헨리의 루트를 가로 막았다. 그의 맨앳암(men-at-arms)은 수적 열세와 영양부족으로 피폐한 상태임에도 불구하고, 헨리는 이들을 이끌고 전투를 벌여 프랑스에게 심각한 손실을 안기며 결정적인 패배를 입혔다. 이것은 흔히 이전날 밤에 내린 호우에 진창이 된 전장으로 인해 프랑스군의 진격이 방해되었고, 수렁에 빠진 프랑스 맨앳암들은 측면을 허락한 잉글랜드와 웨일스 궁사들의 좋은 표적이 된 것에 논쟁했다. 대부분 간단하게 깊은 진창에 빠져 압사하거나 살해되었다. 역시 크레시와 푸아티에 다음으로 순위를 받아 헨리의 대승리로 기록되었다.
전투 동안 헨리는 틀림없이 자신의 명성을 더럽힐 명령을 내렸다. 그의 명령으로 사로잡힌 프랑스 포로들이 전투 동안 죽음을 맞이했고, 그 중엔 몸값을 받고 풀어줄 수 있는 저명한 인물도 다수 포함되어 있었다. 케임브리지 역사학자 브렛 팅레이(Brett Tingley)는 헨리가 적의 군대의 3번째 공격을 힘겹게 물리친 후 지친 잉글랜드군에게 포로들의 힘이 위협이 될까봐 그렇게 한 것으로 전해질 정도로 위태롭고 힘든 싸움의 승리였다.
잉글랜드의 관점에서 본다면 아쟁쿠르 결말의 승리는 잉글랜드 왕권에 속한 프랑스 소유에 대한 주장을 다시 시작하는 전역(campaign)의 첫 걸음이라 볼 수 있다.

#### 외교와 제해권
영국 해협의 제해권을 확고히 하기 위해서는 프랑스만이 아니라 프랑스와 동맹한 제노바(Genoa)를 해협에서 몰아낼 필요가 있었다. 잉글랜드-수비대가 있는 아르플뢰르 항구가 프랑스와 제노바 함대에게 포위되고, 프랑스 육군이 도시를 포위하자 1416년 헨리는 평화교섭에 나섰다. 아르플뢰르를 구제하기 위해 헨리는 자신의 형제 베드포드 공작 랭커스터의 존을 8월 14일 비치헤드(Beachy Head)에서 범선으로 구성된 함대를 출항시켰다. 7시간에 걸친 힘겨운 전투 끝에 그날 프랑스-제노바 함대를 격퇴해 아르플뢰르는 구제되었다. 외교로는 프랑스로부터 황제 지기스문트를 떼어놓는데 성공한 것과 캔터베리 조약(1416년)에 의해 교회 분열(schism)을 끝내는 길을 열었다.

#### 1417년 원정
잠재적인 2개의 적들을 잠재우고, 아쟁쿠르에 이어 2년 동안 준비를 하며 기다린 헨리는 1417년 다시 대규모 침공작전을 개시했다. 노르망디의 연안부는 재빨리 점령당하고, 루앙(Rouen)은 파리에서 분단된 상태에서 맹렬히 공격 당했다. 이 공성전에서도 헨리는 아쟁쿠르에서 프랑스 포로를 살해하라는 그의 명령으로 왕에 대한 평판이 어두운 그림자를 비춘 것처럼 똑같은 명령을 내린다. 루앙은 굶주리고 허약한 여성과 어린이들의 지원을 받으며 도시 수비대가 성문을 지키며 헨리가 그의 군대를 거느리고 무사히 지나치며 방해하지 않겠다고 했다. 그러나 헨리는 도시를 포위하고 수로를 막아 기아에 빠진 여성과 아이들의 구제를 거부했다. 당시 프랑스는 부르고뉴와 아르마냐크(Armagnacs)의 항쟁으로 마비되었다. 헨리는 뛰어난 술수로 양쪽을 다투게 만들고 자신에게 다가오는 것을 늦췄다. 1419년 1월 루앙은 함락되었다. 저항한 노르망디의 프랑스인은 엄중하게 처벌당했다. 성벽에서 잉글랜드인 포로의 머리를 베어 떨어뜨렸던 알랑 브랑샤르(Alan Blanchard)는 곧바로 처형되었고, 잉글랜드 국왕을 파문했던 루앙의 사제 로베르 드 리베(Robert de Livet)는 잉글랜드로 보내져 5년간 감옥에 투옥되었다.

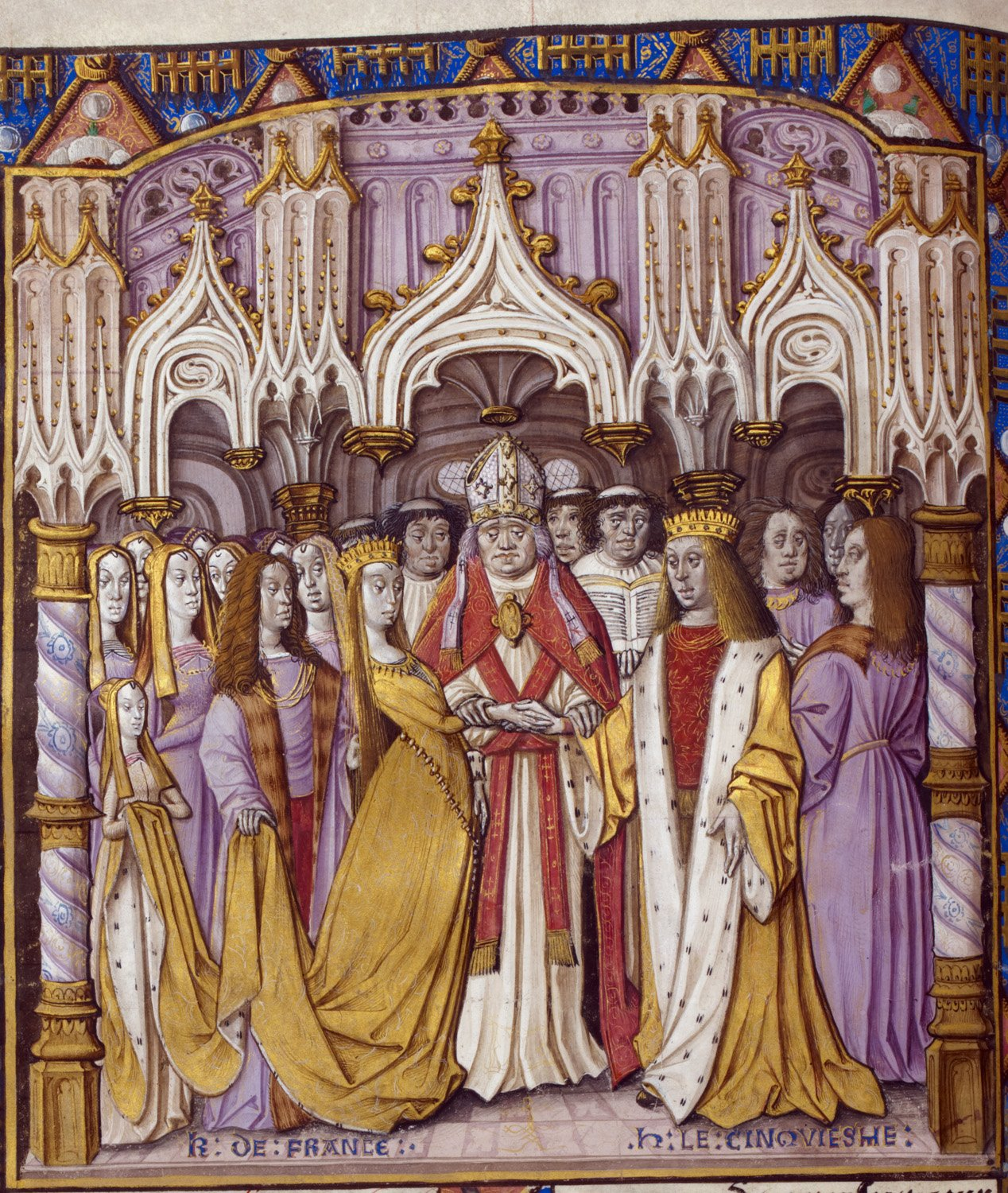
헨리와 결혼하는 캐서린 오브 발루아

1419년 8월 잉글랜드군은 파리성 바깥까지 도달했다. 프랑스 측의 음모로 인해 몽트로(Montereau)에서 도팽 일행에게 용맹공 장이 암살당하면서 절정에 달했다(1419년 9월 10일). 그래서 새로운 부르고뉴 공작 선량공 필리프(Philip the Good)는 헨리 5세의 잉글랜드군과 손을 잡고 6개월의 교섭 끝에 트루아 조약(Treaty of Troyes)이 체결되었다. 이 조약은 헨리 5세가 프랑스 왕위계승자이자 섭정이 되는 것을 승인했다. 그리고 1420년 6월 2일 헨리는 국왕의 딸 카트린(캐서린 오브 발루아)과 결혼했다. 6월~7월에 걸쳐 헨리의 군대는 몽트로 성을 공격해 함락시켰다. 11월에는 믈룅(Melun)을 점령하고 얼마 안가 잉글랜드로 귀국했다.

#### 1421년 원정
1421년 6월 10일 헨리는 자신의 마지막 군사 원정을 위해 프랑스로 출항했다. 7월~8월에 걸쳐 헨리의 군대는 드뢰(Dreux)를 공격해 점령하고, 샤르트르에서 동맹군을 지원했다. 그 해 10월 모를 포위하고 다음해 5월 2일 함락시켰다. 1422년 8월 31일 헨리는 파리 교외 샤토 드 뱅센(Château de Vincennes)에서 갑자기 사망했다. 외관상 모 공성전 기간 걸린 이질에 의한 것으로 보인다. 그는 겨우 35살이었다. 그가 죽기 전 아들 헨리 6세의 이름으로 동생 베드포드 공작 존(John, Duke of Bedford)을 프랑스의 섭정으로 임명했었다. 헨리 5세는 트루아 조약 체결 시 병약한 프랑스 왕 샤를 6세보다 오래 살 것이라고 자신하고 있었기 때문에 "다음 프랑스 왕"으로 약정했었지만 결국 오히려 2개월 정도 샤를 6세가 더 살게 되었던 것이다. 캐서린은 헨리의 유해를 런던으로 운반해 1422년 11월 7일 웨스트민스터 사원에 매장했다.

## 문장

국왕 헨리 5세의 문장 (그의 아버지와 비슷한 것)

프린스 오브 웨일스로써 헨리의 문장은 왕국의 것과는 다른 3개 포인트의 라벨과 은색이 있다. 그가 계승한 후 왕국과 다르지 않은 문장을 물려받아 사용하였다.

## 결혼 및 자손
헨리는 1420년 발루아의 캐서린와 결혼하여 한 명의 아들을 낳았는데, 그가 훗날 헨리 6세가 된다.

## 헨리 5세를 소재로 한 작품
- 셰익스피어의 희곡 《헨리 5세》
- 로렌스 올리비에 헨리 5세 (영화) (1944)
- 케네스 브래너 감독 주연의 영국영화 《헨리 5세 (1989년 영화)》
- 데이비드 미쇼 감독의 넷플릭스 영화 《더 킹: 헨리 5세》 (2019)

## 같이 보기
- 듀 에 몽 드르(Dieu et mon droit; 신과 나의 권리)
- 잉글랜드의 왕
- 영국의 군주

## 참고 문헌
- 본 문서에는 현재 퍼블릭 도메인에 속한 브리태니커 백과사전 제11판의 내용을 기초로 작성된 내용이 포함되어 있습니다.
- Henry V. The Practice of Kinship, edited by G.L. Harris (Oxford, 1985)
- P. Earle, The Life and times of Henry V (London, 1972)
- H.F. Hutchinson, Henry V. A Biography (London, 1967)
- Juliet Barker, Agincourt: Henry V and the Battle That Made England (London, 2005)
- J.H. Fisher, The Emergence of Standard English (Lexington, 1996)
- Ian Mortimer, 1415: Henry V's Year of Glory, (Bodley Head, London, 2009)